# Snake Venom
Snake Venom — экстремальное пиво шотландского производства, крепость которого достигает 67,5—68 %.

## Описание
Пиво относится к стилю айсбок («ледяной бок»), оно имеет тёмно-янтарный цвет и низкое содержание CO2. В отличие от многих других марок сверхкрепкого пива, у Snake Venom сохраняется пивной вкус с заметной хмельной ноткой.

## Производство
Snake Venom производится крафтовой пивоварней Brewmeister, расположенной в Шотландии. Эта марка пива относится к так называемому экстремальному пиву со сверхвысоким содержанием алкоголя, которое достигает 67,5—68 %. С 24 октября 2013 года этот сорт считается самым крепким пивом в мире.
Столь высокая крепость достигается с помощью дробного замораживания — процесса, охлаждения пива до температуры замерзания воды. Затем удаляется лёд, а не замёрзшая часть, содержащая спирт, оставляется. Процесс повторяется многократно до тех пор, пока пиво не достигает нужной крепости. Каждая партия пива непременно проверяется дегустаторами пивоварни перед розливом, после розлива дополнительно проводится выборочная дегустация.